# Province d'An Giang
La province d'An Giang est une province située au sud du Viêt Nam, dans le delta du Mékong  à la frontière entre le Cambodge et le Viêt Nam.

## Histoire
La province d'An Giang a été officiellement enregistrée en 1832 durant la treizième année du règne de Minh Mang dans le groupement : Gia Dinh, Bien Hoa, Dinh Tuong, Vinh Long, Ha Tien, An Giang.
Avant cela, sous les Khmers, elle était (et est encore) appelée Moat Chruk មាត់ជ្រូក, la bouche du porc.
Les habitants d'An Giang sont arrivés du Nord au XVIIe siècle avec cette longue marche d’un front de villages, « vietnamisant » sur son passage par sa façon de vivre les territoires Cham et Khmer antérieurs dans la grande ouverture du delta du Mékong. An Giang a une civilisation rizicole en terrain inondé ou inondable et son économie est principalement agricole renommée pour sa production aquatique avec la pisciculture en maison flottante au-dessus d’un parc d’engraissement de poissons. Du temps de l'Indochine française, elle faisait partie de la Cochinchine.

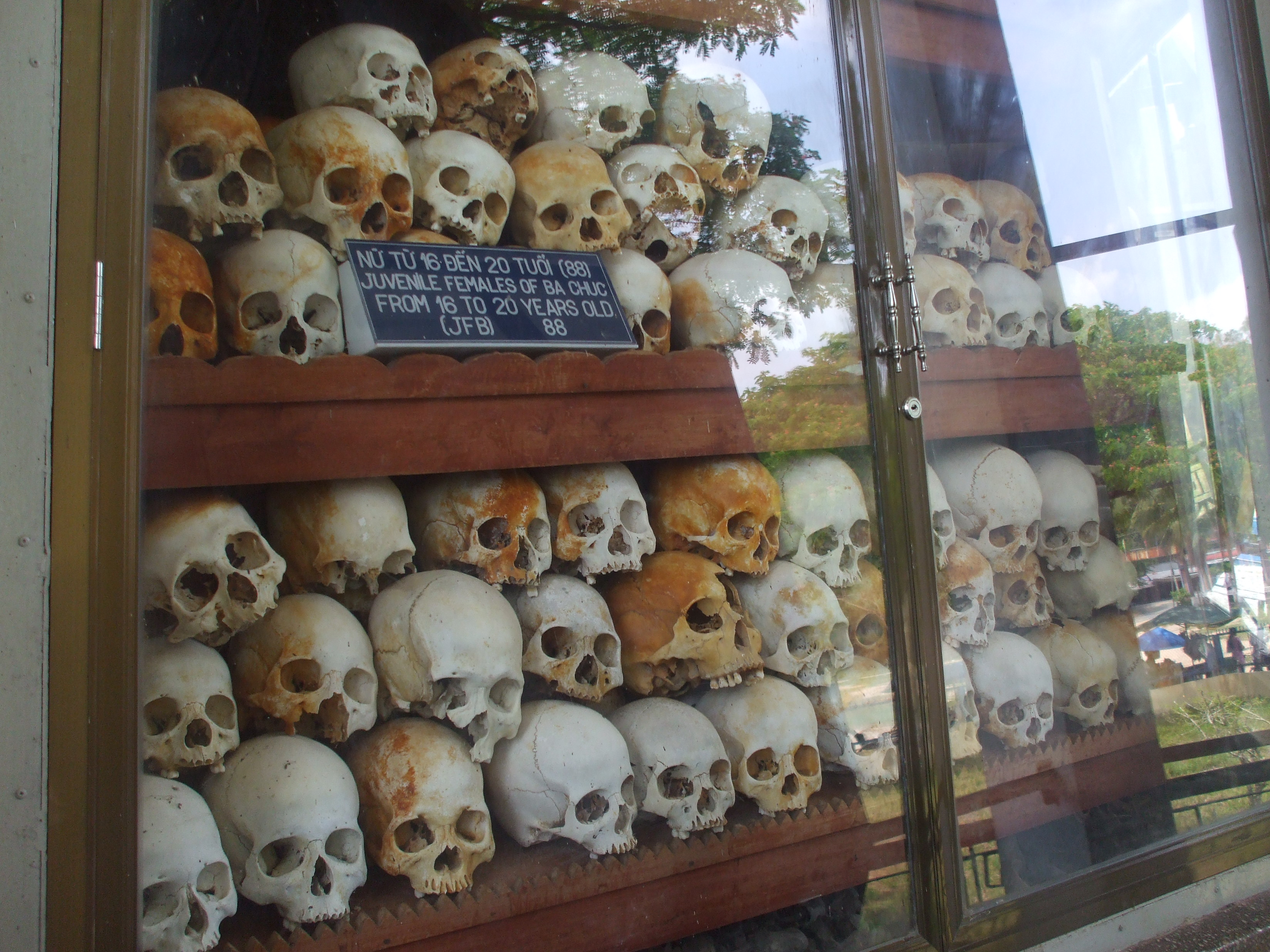
Mémorial du massacre de Ba Chuc

Région frontalière avec le Cambodge, elle a subi en avril 1978 des attaques des Khmers rouges de Pol Pot, dont un raid de douze jours qui a fait des milliers de morts, dont les massacres de Ba Chuc et de Phi Lai (district de Tri Ton) commémorés par le mausolée érigé en ces lieux et contenant les ossements des victimes,,.
Après la guerre d'Indochine (1945-1954), la guerre du Viêt Nam (1955-1975) et la guerre sino-vietnamienne (1979), le temps est venu pour le développement économique commencé par le développement rural, lui-même amorcé par le développement touristique qui offre un retour rapide et important d’un investissement minimal dans un cadre naturel et culturel approprié.
Le système de santé, d’éducation et de transport du développement touristique profitent immédiatement au développement rural qui devient la base de départ d’une aventure industrielle de production agro-alimentaire en un premier temps, de petites machines aratoires en un deuxième temps et ensuite d’objets de consommation de base pour augmenter le confort et la sécurité des paysans devenus plus prospères.

## Subdivisions administratives
La province est composée des districts suivants:
- An Phú
- Châu Phú
- Châu Thành
- Chợ Mới
- Phú Tân
- Tân Châu
- Thoại Sơn
- Tịnh Biên
- Tri Tôn
- Châu Đốc
- Long Xuyên

## Production locale
Les spécialités d’An Giang sont les produits dérivés de poissons et crevettes, comme le fameux poisson mariné avec de la papaye verte effilée (mắm thái) de Châu Đốc et les produits artisanaux, comme la soie. Cette production est représentative de la multi-ethnicité de la région où chaque groupe a ses caractéristiques d'alimentation, d'habillement, d'habitation et d'autres façons de faire dans l'art de vivre.

## Situation
Située à la frontière cambodgienne et parcourue par de nombreux cours d’eau et canaux, la province d'An Giang possède des forêts et une chaîne de montagnes grandioses, comme les « sept montagnes » dans les deux districts de Tinh Bien et de Tri Ton, dont le Mont Sam (à Châu Đốc) qui recèle des vestiges culturels et historiques et le Mont Sap avec le site archéologique d'Oc Eo, révélant un commerce ancien avec l’Empire romain.

## Population
La province d'An Giang est habitée par quatre communautés : Kinh, Hoa, Cham et khmer krom, formant une mosaïque culturelle unique avec des festivals culturels et populaires, comme la fête, au niveau national, de la Sainte Mère Xu au Mont Sam, la fête khmere de Dotta et le ramadan islamique Cham. Par sa participation à la lutte pour l’indépendance et la réunification, la province d'An Giang a été déclarée « héroïne des forces armées populaires ».
Elle est le lieu de naissance du Président Ton Duc Thang.

## Tourisme

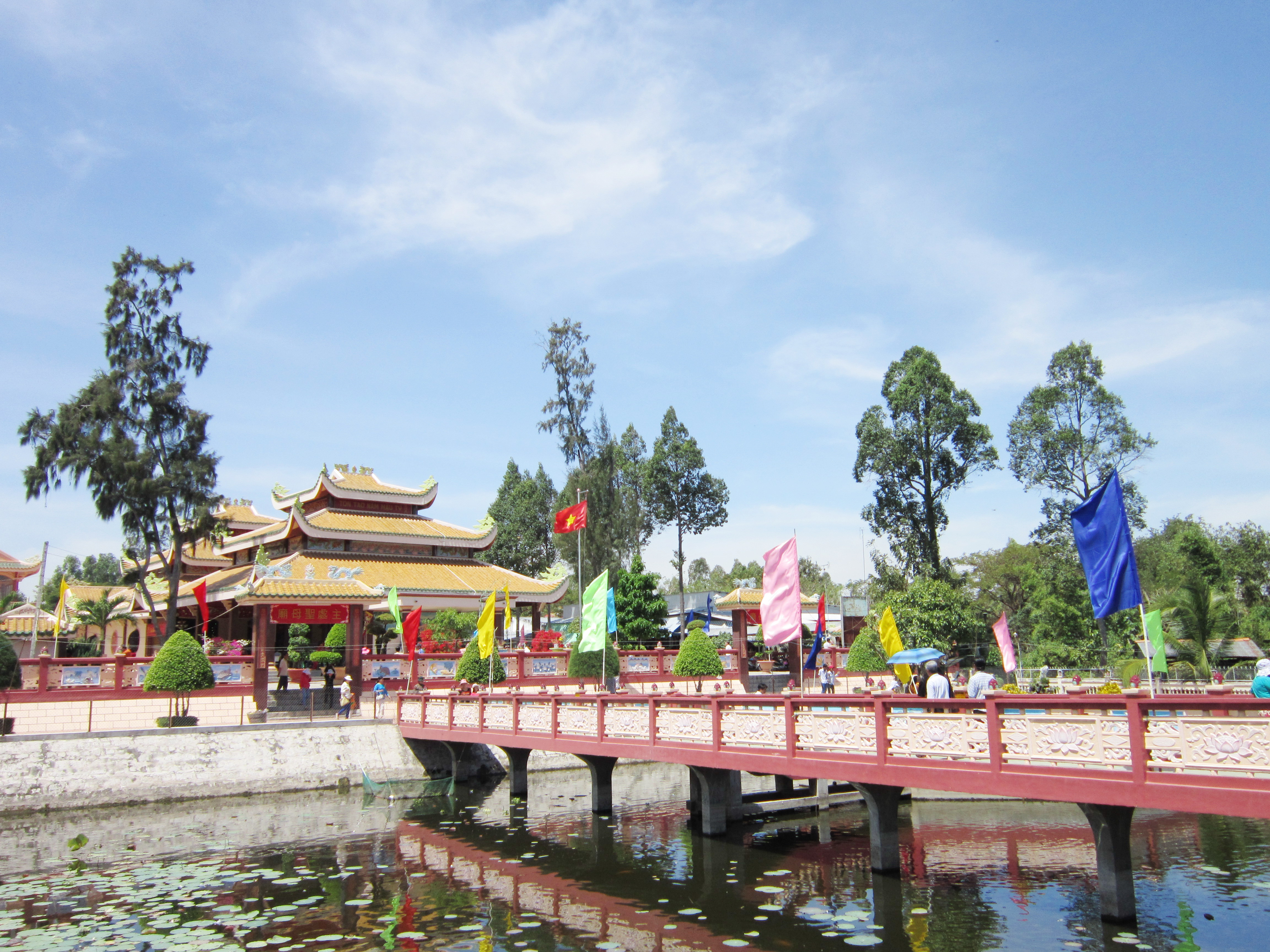
Pagode à Nhà Bàng

La province d'An Giang regorge d'un potentiel touristique par sa culture et sa nature et pour l’écotourisme. Pour le tourisme culturel, il y a la situation privilégiée de la proximité du Cambodge et de la multi-ethnicité ainsi que le site archéologique d'Oc Eo, une ville du royaume proto-khmer du Funan. Les églises catholiques - souvent construites par les Français - sont nombreuses dans la région de l'île de Giêng. Pour l’écotourisme, il y a l’immense plaine des joncs, la faune et la flore des terres humides où le ciel se marie avec l’eau.
Chau Doc, à l’intersection des rivières Hau et Tien, est une mosaïque culturelle des traditions islamiques Cham, hindouistes Khmer et animistes vietnamiennes. La gastronomie et l’architecture locales sont représentatives de cette mosaïque culturelle dans un décor naturel unique. Par bateau sur la rivière Hau ou par voiture en 75 minutes environ, le visiteur arrive à Chau Doc où sur le quai il fait face à une antique mosquée islamique Cham et peut explorer la culture Cham par l’architecture des maisons traditionnelles avec gynécée, la zone réservée aux jeunes femmes, les ateliers de tissage de la soie. La communauté Cham est vivace et conserve précieusement ses coutumes dans la vie quotidienne. Une particularité est l’aquaculture sur des maisons flottantes regroupées en village, sise sur la rivière. Chaque maison est construite sur un radeau flottant au-dessus d’un parc de poissons d’élevage avec un confort convenable et le dynamisme d’un peuple d’eau.

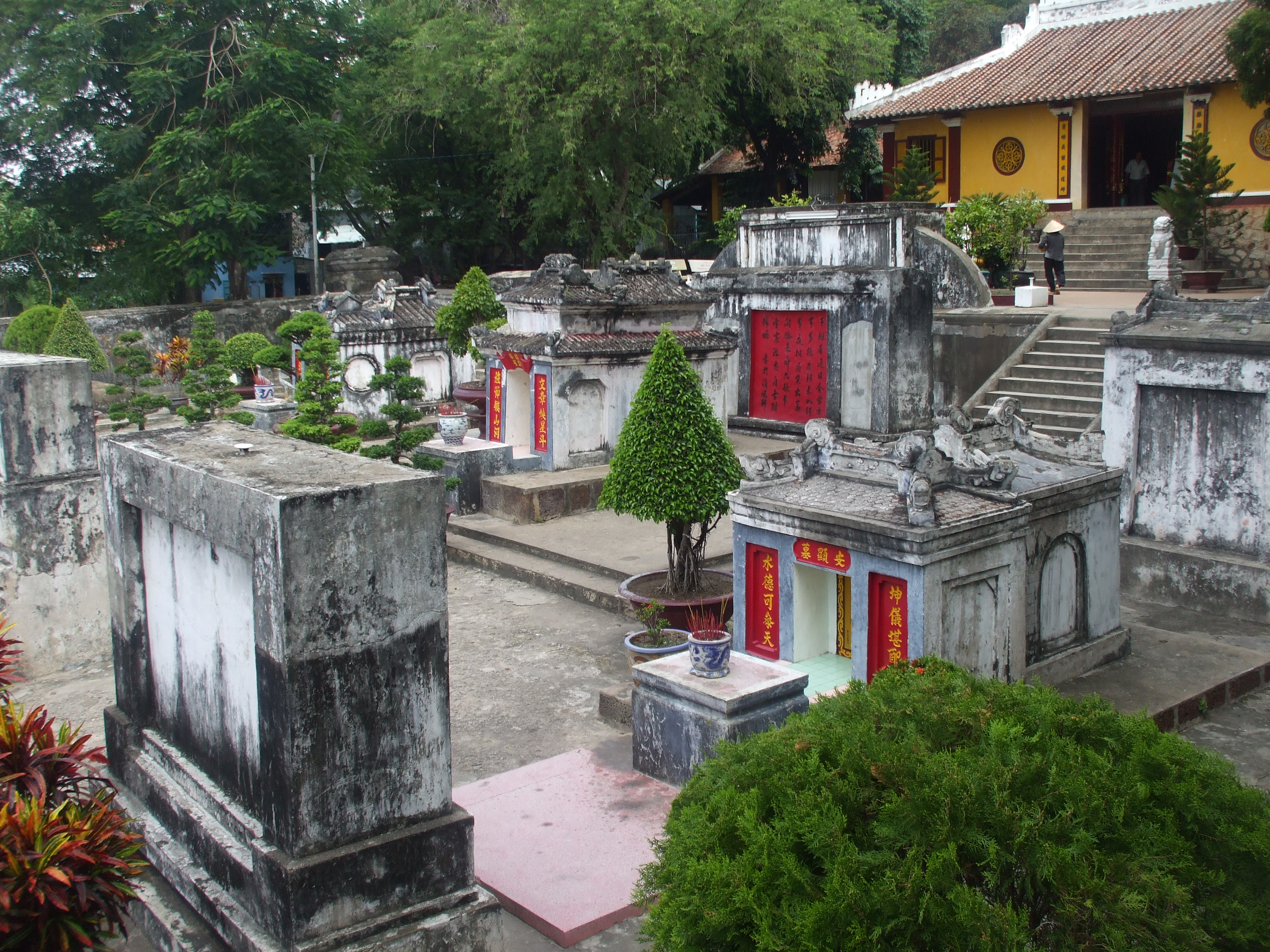
Mausolée de Thoai Ngoc Hau au Mont Sam, près de Chau Doc

La vie nocturne est animée et éclairée, vue de l’eau ou de la terre avec toutes les activités artistiques et commerciales. Les produits locaux sont abondants et variés et il serait regrettable de rater les occasions de les essayer. À 6 km, par la route nationale 91 se trouve le Mont Sam, un piton rocheux émergeant d’un site renommé avec la vieille pagode Tan An d’architecture ancienne évoquant l’époque décrite par Marguerite Duras dans son roman Un barrage contre le Pacifique (1950). Non loin se trouve le mausolée de Thoai Ngoc Hau (1761-1829), qui témoigne de l’époque héroïque des bâtisseurs de villages, de digues et de canaux qui ont aménagé cette terre sauvage de forêts et marécages. On trouve aussi au Mont Sam le sanctuaire Sainte Mère Xu, une belle et grande bâtisse à l’architecture unique qui attire annuellement deux millions de visiteurs venus pour la contempler, faire des offrandes et renforcer leur foi. La fête de la Sainte Mère Xu est célébrée au quatrième mois du calendrier lunaire qui est aussi la saison des fêtes attirant des flots de visiteurs du coin et de l’étranger. Cette fête régionale est aussi culturelle et a été élevée en 2001 au niveau national. À cette occasion les visiteurs peuvent aussi monter au sommet du Mont Sam pour admirer le paysage en damier des rizières.

## Faune et flore
Dans les forêts, on trouve des écureuils volants et des lézards volants dont la membrane qui relie les quatre membres permet des sauts en vol plané de branches en branches. Il y a aussi l’écotourisme de la mangrove avec ses forêts de palétuviers qui constitue l’habitat d’une diversité de faune et flore.

## Développement économique potentiel
Étant une province essentiellement agricole, les autorités locales développent depuis quelques années le tourisme pour diversifier l'économie et les ressources de la région qui jouit également d'une situation favorable grâce à la proximité de la frontière cambodgienne. La province d'An Giang a demandé au Premier Ministre l'autorisation d'appliquer la politique des zones économiques frontalières. La réalisation et le développement de cette politique conduiraient à la prospérité de l’ensemble du delta du Mékong. En tant que zone frontalière, l’économie serait celle de communication par les transports routiers et fluviaux et d’échange de biens et services avec le Cambodge stabilisé et redevenu prospère.
Le potentiel de développement touristique entraîne l’investissement dans l’infrastructure des routes principales et secondaires et l’infrastructure sanitaire et scolaire, aux points de départ du développement artisanal suivi d’une industrie légère pour répondre à la demande solvable locale et régionale. C'est ainsi que Taïwan s'est développé à partir des années 1960, s'appuyant sur la petite industrie légère pour le marché intérieur et tournée vers la fabrication d’une multitude de composantes pour les grandes marques du marché international.